# Mare de Déu

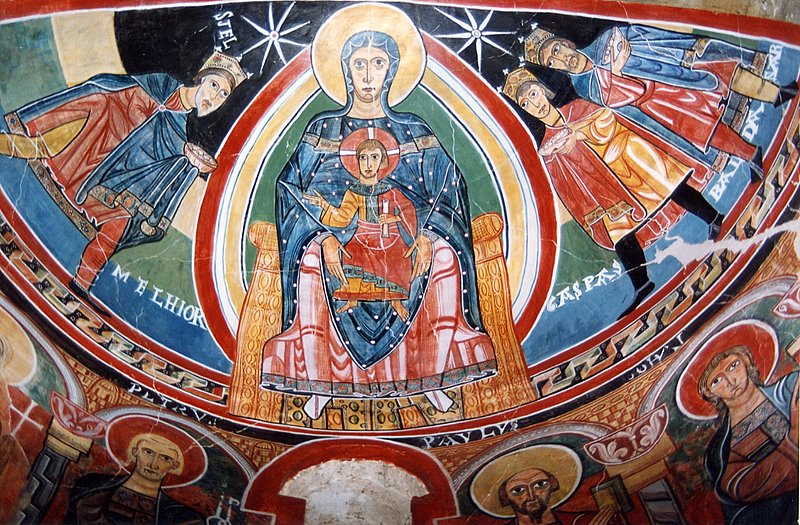
Theotokos o Maiestas Mariae amb els reis d'Orient, fresc romànic de l'absis de Santa Maria de Taüll (ca. 1123)

Mare de Déu, Theotokos (del grec Θεός Theós, 'Déu' i τόκος tokos, 'part', 'infantament') o Deípara (del llatí deus 'déu' i -parus, de parīre 'parir') és un títol donat a Maria, mare de Jesús per part de l'Església Ortodoxa, les esglésies ortodoxes orientals, les esglésies catòliques orientals i l'església catòlica romana. Que Maria sigui considerada com a «mare de Déu» implica l'acceptació d'un dogma bàsic en aquestes creences.

## Establiment del dogma
El títol li va ser concedit solemnement al Concili d'Efes del 431, en ser proclamat el dogma cristològic. Teològicament es volia emfatitzar que el fill de Maria, Jesús, era alhora completament diví i completament humà, tal com s'havia afirmat al Concili de Nicea I del 325, i que la Seva doble natura (humana i divina) estaven unides i eren inseparables en una sola persona de la Santíssima Trinitat:
| « | Deiparam [...], non quod Verbi natura Ipsiusque divinitas ortus Sui principium ex sancta Virgine sumpserit, sed quod sacrum illud corpus anima intelligente perfectum ex ea traxerit, cui et Dei Verbum, secundum hypostasim unitum, secundum carnem natum dicitur. | Mare de Déu […] no perquè la naturalesa del Verb i la seva divinitat s'havia originat a partir de la Santíssima Mare de Déu, sinó que des que va néixer del sant cos amb una ànima racional unida a la Paraula de manera que la Paraula neix després de la carn. | » |

Durant aquest concili Nestori, llavors patriarca de Constantinoble, advocava perquè Maria fos anomenada Khristotokos, 'Mare de Crist'. Aquesta posició pretenia restringir el seu paper al de simple mare de la «humanitat de Crist», i no de la seva naturalesa divina. Enfront de Nestori, Ciril d'Alexandria defensava que Maria no podia ser només Khristotokos, ja que en aquest cas Jesús hauria nascut en tant que ésser humà normal i que només al cap d'un cert temps Déu Fill l'hauria «posseït», de tal manera que hi hauria dues persones, una divina i l'altra mortal.
Finalment es va determinar que no podia ser d'aquesta manera i que Jesús, des de la seva concepció, hauria tingut les dues naturaleses, divina i humana, de tal manera que quan va néixer, Maria "la Verge" va ser Theotokos. Amb la puntualització que anomenar Maria "Mare de Déu" no intentava suggerir que Maria fos coeterna amb Déu, o que hagués existit abans que Jesucrist o que el Déu Pare. L'Església accepta això com un misteri en la lletra d'aquest antic himne: «Ell a qui tot l'univers no podia contenir, va ser contingut en la teva matriu, oh Theotokos».

## Celebracions
La celebració de la Theotokos es va iniciar en les esglésies orientals pels volts de l'any 500.
- Actualment, l'església catòlica celebra la «solemnitat de Santa Maria, Mare de Déu» el dia 1 de gener, dia de l'octava de la Nadal (abans del 1970 se celebrava el dia 11 d'octubre).
- En la forma extraordinària del ritu romà la festa de segona classe s'escau l'11 d'octubre.
- En el ritu ambrosià se celebra junt amb l'Encarnació, el diumenge sisè i últim diumenge d'Advent.
- En els ritus siríac i bizantí la festa se celebra el 26 de desembre.
- En el ritu copte, la festa se celebra el 16 de gener.

## Mare de Déuen l'art

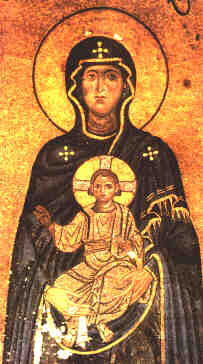
Theotokos del monestir de Gelati, Geòrgia, icona del

Theotokos és la denominació d'un estil iconogràfic específic de la Verge en l'art romà d'Orient, en què aquesta apareix asseguda en un tron amb el Nen Jesús a la falda, mirant tots dos de cara en actitud hieràtica. Aquest model és imitat pel Maiestas Mariae (majestat de Maria), estil característic de l'art romànic que a partir del gòtic italià es coneix com a Maestà.
La iconografia de la Theotokos inclou un mantell adornat amb tres estrelles, una a cada espatlla i una altra al front, per emfatitzar la virginitat perpètua de Maria o com a referència a la Santíssima Trinitat. També inclou diferents submodels iconogràfics que il·lustren diverses qüestions teològiques; els més característics són els de l'Hodegetria ("la que mostra el camí"), la platytera ("el senyal") o Verge-Sagrari, la eleusa ("Verge de la tendresa"), la Galaktotrofussa ('Mare de Déu de la Llet'), etc.

### Imatges de la Mare de Déu a Catalunya
A tot el territori català, des de la fi del segle xi, es poden trobar imatges de Maria com a Mare de Déu (dites marededeus) generalment escultòrica i venerada. Les imatges de la Mare de Déu solen ser sedents amb l'infant a la falda que es van suavitzant fins a l'època gòtica.
El Museu d'Art de Catalunya, el Museu Frederic Marès de Barcelona, els museus diocesans de Solsona, Girona, Barcelona, Tarragona i Urgell i el Museu Episcopal de Vic guarden molts models d'aquestes imatges, i se'n conserven encara moltes en el culte en santuaris i parròquies i en col·leccions particulars. En podria ser un exemple la Marededeu de Boixadors, ubicada al Museu Episcopal de Vic.
Un dels temes més freqüents en els retaules són els anomenats Set Goigs de Maria
En els retaules barrocs el tema predominant és la Immaculada